# Yohann Diniz
Yohann Diniz (auch Yohan Diniz geschrieben; * 1. Januar 1978 in Épernay) ist ein französischer Leichtathlet.

## Leben
Yohann Diniz stellte 2005 persönliche Bestleistungen im 20-km-Gehen mit 1:20:20 h und im 50-km-Gehen mit 3:45:17 h auf. Bei den Europameisterschaften 2006 in Göteborg gelang ihm mit neuer persönlicher Bestzeit von 3:41:39 h völlig überraschend der Sieg über 50 km in strömendem Regen. Er war damit der erste französische Geher, der bei großen internationalen Meisterschaften Gold gewinnen konnte.
Am 20. Mai 2007 verbesserte Diniz beim Geher-Europacup den französischen Rekord über 20 km auf 1:18:58 h. Bei den Weltmeisterschaften 2007 in Osaka trat er über 50 km an. In großer Hitze bei hoher Luftfeuchtigkeit belegte er in 3:44:22 h den zweiten Platz hinter dem Australier Nathan Deakes.
Bei den Europameisterschaften 2010 in Barcelona setzte sich Diniz bereits auf dem ersten Kilometer vom Rest des Feldes ab und beendete seinen Alleingang nach 3:40:37 h mit der erfolgreichen Verteidigung des Europameistertitels.
Bei Olympischen Spielen hatte Diniz weniger Erfolg: 2004 in Athen noch nicht nominiert, musste er bei seiner ersten Teilnahme 2008 in Peking das Rennen über 50 km aufgeben. Seine zweite Teilnahme 2012 in London, wiederum über 50 km, endete nach einem Einlauf auf Platz 8 mit der nachträglichen Disqualifikation. Er war bei Kilometer 38 unglücklich und auch dehydriert an einer Randbegrenzung gestürzt und hatte danach außerhalb der Verpflegungszone eine Flasche Wasser angenommen. Bereits bei den Weltmeisterschaften 2011 in Daegu war Diniz disqualifiziert worden.
Bei den Europameisterschaften 2014 in Zürich gewann er seinen dritten Titel in Folge und verbesserte den Weltrekord über 50 km auf 3:32:33 h.
Bei den Olympischen Sommerspielen 2020 kam er bei der Austragung des 50-km-Wettbewerbs in Sapporo nicht ins Ziel.
Diniz ist 1,85 m groß und hat ein Wettkampfgewicht von 69 kg.